# Tour du Limousin 2000
La 33e édition du Tour du Limousin s'est déroulée du 15 au 18 août 2000, et a vu s'imposer le Français Patrice Halgand.

## Classements des étapes
| Étape     | Date    | Villes étapes        | Vainqueur d'étape | Équipe        | Leader du classement général | Équipe        |
| 1re étape | 15 août | Limoges - La Châtre  | Jo Planckaert     | Cofidis       | Jo Planckaert                | Cofidis       |
| 2e étape  | 16 août | La Châtre - Aubusson | Patrice Halgand   | Jean Delatour | Patrice Halgand              | Jean Delatour |
| 3e étape  | 17 août | Aubusson - Tulle     | Aitor González    | Kelme         | Jean-Cyril Robin             | Bonjour       |
| 4e étape  | 18 août | Tulle - Limoges      | Félix Cárdenas    | Kelme         | Patrice Halgand              | Jean Delatour |

## Classement final
| 1.  | Patrice Halgand   | Jean Delatour             |
| 2.  | Jean-Cyril Robin  | Bonjour                   |
| 3.  | Stéphane Heulot   | La Française des jeux     |
| 4.  | José Javier Gómez | Kelme                     |
| 5.  | Aitor González    | Kelme                     |
| 6.  | Sébastien Hinault | Crédit agricole           |
| 7.  | Linas Balčiūnas   | Saint-Quentin-Oktos       |
| 8.  | Nicolai Bo Larsen | Memorycard-Jack and Jones |
| 9.  | David Moncoutié   | Cofidis                   |
| 10. | Saulius Ruškys    | Saint-Quentin-Oktos       |